# Cyphometopis carinifrons
Cyphometopis carinifrons är en tvåvingeart som beskrevs av Borgmeier 1924. Cyphometopis carinifrons ingår i släktet Cyphometopis och familjen puckelflugor. Inga underarter finns listade i Catalogue of Life.